# Toronto
Toronto (anglicky  təˈrɒntoʊ) je se svými 2,8 miliony obyvatel nejlidnatějším městem Kanady a zároveň hlavním městem provincie Ontario. Je situováno v jižní části provincie, na severozápadním břehu stejnojmenného jezera. Vlastní město tvoří od roku 1998 šest městských částí (East York, Etobicoke, North York, Old Toronto, Scarborough a York). Přilehlá sídelní aglomerace (Velké Toronto), již Toronto formuje mj. společně s městy Mississauga, Brampton, Vaughan, Pickering a Markham, čítá přes 6,3 milionu obyvatel a Toronto leží v jejím srdci. Je součástí ontarijské aglomerace známé jako Zlatá podkova, která je domovem pro 9,25 milionů obyvatel, tzn. přibližně 25 % veškerého kanadského obyvatelstva. Název Toronto pochází z jazyka Huronů a znamená "Místo hojnosti".

## Ekonomika
Jako ekonomicky nejsilnější z kanadských měst je Toronto pokládáno za středisko globálního významu. Torontská burza je sedmou nejvýznamnější burzou na světě. Vedle finančnictví zaujímá výraznou pozici rovněž např. filmová či softwarová produkce. V Torontu se nachází ústředí většiny kanadských společností.[zdroj?]

## Obyvatelstvo
Toronto lze označit za jedno z nejkosmopolitnějších měst na světě. Právě sem směřuje většina imigrantů přijíždějících do Kanady. Kolem 49 % obyvatel Toronta uvádí, že se narodili mimo hranice Kanady. Přítomnost různorodých etnických skupin s osobitými zvyky, kulturou a kuchyní se neopominutelně podepisuje na městském životě.
Díky nízké kriminalitě, čistému prostředí, vysoké životní úrovni a otevřenosti obyvatel města jiným kulturám je Toronto hodnoceno jako jedno z měst, které disponují nejlepšími podmínkami k životu (podle Economist Intelligence Unit a průzkumu Mercer Quality of Living). Přestože se město vyznačuje rozsáhlou zástavbou výškových budov, je zde překvapivě mnoho zeleně, o čemž ostatně svědčí jedno z rozšířených přízvisek Toronta „město v parku“. V západní části města se nachází High Park, který má rozlohu 160 ha a na jehož území se rozkládá malá zoologická zahrada. Na torontských ostrovech, ležících poblíž centra města, najdeme turistické stezky, rybníky, menší letiště, zahrady, pláže, zábavní park Centreville a místa vhodná k piknikování.[zdroj?]
Navzdory všem jmenovaným pozitivům bylo Toronto v roce 2006 ohodnoceno jako nejdražší kanadské město.

## Turistické zajímavosti

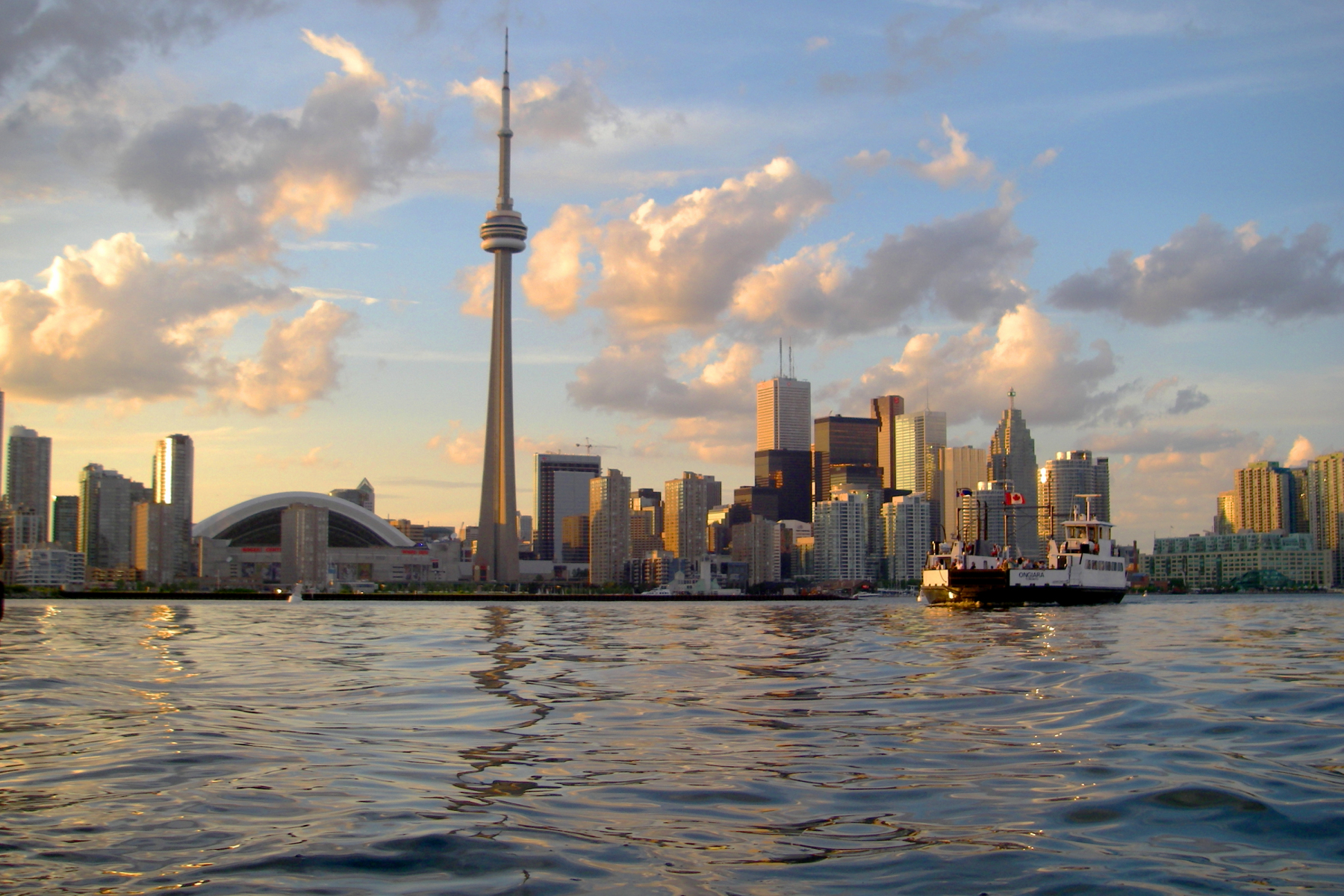
Panorama Toronta (pohled z přístavu), uprostřed je CN tower, do roku 2007 nejvyšší samostatně stojící stavba světa.

V centru města se nachází někdejší nejvyšší samostatně stojící stavba světa, CN Tower, o výšce 553 metrů (rekord byl překonán v roce 2007 stavbou Burj Khalifa). Je zde mnoho dalších turistických a kulturních atrakcí, jako je Royal Ontario Museum (ROM), Ontarijská umělecká galerie (AGO), Baťa Shoe Museum, Ripley's Aquarium, Gardiner Museum, Casa Loma, National Ballet of Canada, Ontario Science Centre, McLaughlin Planetarium, Clay & Glass Gallery, Ontario Place, Hockey Hall of Fame (Hokejová Síň slávy), Black Creek Pioneer Village, Riverdale Farm a Museum of Innuit Art. Torontské zoo je s více než 5 tisíci zvířat jednou z největších zoologických zahrad na světě.[zdroj?]
Mezi zajímavé části města také patří Toronto Islands (Torontské ostrovy), Distillery District, St. Lawrence Market, Beaches, Harbourfront, Rouge park, Scarborough Bluffs Park, botanické skleníky v Allan Gardens, City Hall, Young-Dundas Square, Mel Lastman Square, Kensington Market, Chinatown, Theatre District, SkyDome (Rogers centre), Toronto Stock Exchange a Financial District s mnoha mrakodrapy, P.A.T.H. (největší podzemní obchodní středisko na světě, 27 km dlouhé,[zdroj?] s více než 1200 obchody) a Exhibition Place kde se konají každoroční výstavy na CNE (Canadian National Exhibition, místo známé také jako The Exhibition či The Ex).[zdroj?]
Asi 25 km severně od centra města se rozkládá zábavní park Canada's Wonderland (1,3 km²) s více než 200 atrakcemi. Během letní sezóny (květen-říjen) jej navštíví přes 3,5 milionu lidí.[zdroj?]

### Pomníky
- Pomník obětem komunismu (Masaryktown)

## Sport
V Torontu hrají týmy Toronto Raptors (NBA), Toronto Maple Leafs (NHL), Toronto Blue Jays (MLB), Toronto Argonauts (CFL) a Toronto FC (MLS).[zdroj?]
Ve městě je Hokejová síň slávy NHL.

## Osobnosti
- Mary Pickfordová (1892–1979), kanadsko-americká filmová herečka, držitelka Oscara
- Josef Škvorecký (1924–2012), česko–kanadský spisovatel-prozaik, esejista, překladatel a exilový nakladatel
- Christopher Plummer (1929–2021), herec, držitel Oscara
- Glenn Gould (1932–1982), klavírní virtuóz
- George Chuvalo (* 1937), bývalý profesionální boxer
- David Cronenberg (* 1944), režisér, scenárista a producent
- Neil Young (* 1945), zpěvák, písničkář a hudebník
- Cindy Breakspeare (* 1954), modelka, Miss World 1976, jazzová hudebnice
- Alannah Myles (* 1958), zpěvačka a skladatelka
- Enrico Colantoni (* 1963), herec
- Megan Follows (* 1968), herečka
- Peaches (* 1968), elektronická hudebnice
- Adam Foote (* 1971), bývalý profesionální hokejista, dvojnásobný držitel Stanley Cupu, zlatý olympijský medailista
- Mia Kirshnerová (* 1975), herečka
- Gail Kimová (* 1977), profesionální wrestlerka
- Caterina Scorsone (* 1981), herečka
- Laura Vandervoort (* 1984)
- Alison Pill (* 1985), herečka
- Drake (* 1986), kanadský herec, zpěvák a rapper
- Sarah Gadonová (* 1987), herečka
- Shenae Grimes (* 1989), herečka
- P. K. Subban (* 1989), bývalý kanadský hokejový obránce
- The Weeknd (* 1990), kanadský zpěvák
- Devon Bostick (* 1991), herec
- Jamie Oleksiak (* 1992), hokejista
- Stephan James (* 1993), herec
- Connor Jessup (* 1994), herec
- Penny Oleksiaková (* 2000), plavkyně, zlatá olympijská medailistka
- Emma Raducanuová (* 2002), britská profesionální tenistka
- Vladimír Škacha (1920–1987) člen paravýsadku Silver B

## Partnerská města

### Partnerská města
- Chicago, Illinois, USA
- Čchung-čching, Čína
- Frankfurt, Německo
- Milán, Itálie
- Rostov na Donu, Rusko
- Eilat, Izrael
- Teherán, Írán
- Sao Paulo, Brazílie

### Spřátelená města
- Ho Či Minovo Město, Vietnam
- Kyjev, Ukrajina
- Volgograd, Rusko
- Quito, Ekvádor
- Sagamihara, Japonsko
- Varšava, Polsko